# Куршан (Мен и Лоара)
Куршан (фр. Courchamps) насеље је и општина у западној Француској у региону Лоара, у департману Мен и Лоара која припада префектури Сомир.
По подацима из 2011. године у општини је живело 467 становника, а густина насељености је износила 66,81 становника/km². Општина се простире на површини од 6,99 km². Налази се на средњој надморској висини од 70 метара (максималној 80 m, а минималној 34 m).

## Демографија
| 1962. | 1968. | 1975. | 1982. | 1990. | 1999. | 2011. |
| ----- | ----- | ----- | ----- | ----- | ----- | ----- |
| 352   | 361   | 340   | 368   | 426   | 430   | 467   |

График промене броја становника у току последњих година